# Lobszang Szamten
Lobszang Szamten (tibeti: བློ་བཟང་བསམ་གཏན, wylie: blo bzang bszam gtan) tibeti politikus, a 14. dalai láma egyik bátyja.

## Élete
Lobszang Szamten 1933-ban született, paraszti családba Takcer („üvöltő tigris”) faluban, a tibeti Amdó régióban, amely politikailag 1928. után a kínai Csinghaj tartomány részét képezte. Egyike volt a család hét gyermeke közül, akik túlélték a gyermekkort (összesen 16 gyermeket szült édesanyja). Középső gyermekként egy nővére és két bátya, valamint egy húga és két öccse volt.
1939. július 21-én tagja volt annak az ötven fős csoportnak, akik elhagyták a Kumum kolostort és három hónapig utaztak, hogy eljussanak Lhászába mentek. Velük volt az ifjú dalai láma, Gyalo Thondup, a szüleik és egy nagybátyjuk. Kísérőjük Kvecang rinpocse és a kereső delegációja volt, valamint muszlim kereskedők. A 6 éves Lobszang Szamten egy kocsiban utazott a 4 éves dalai lámával, amelyet két öszvér cipelt, a nehéz és veszélyes terepeken szerzetesek cipelték őket.
Lobszang Szamten kezdetben a Potala palotában lakott az öccse közelében, akivel ugyanazokat a tanításokat kapták. 12 éves korában a dalai láma külön került a családjától, akit ezután csak időnként tudtak meglátogatni a palotában. Lobszang Szamten szerette használni a 13. dalai láma diavetítőjét, amely egyszer elromlott és a 14. dalai láma javította meg. Lobszang Szamtent küldi el a dalai láma, hogy hozza el neki a Lhászában tartózkodó Heinrich Harrer, osztrák hegymászót. A későbbi Hét év Tibetben könyv szerzője remek tanítónak bizonyult, akinek a fiatal láma feltehette rengeteg, nemzetközi politikával, földrajzzal és tudományokkal kapcsolatos kérdését.
Tibet 1950-1951-es kínai megszállása után, 1951. december 20-án, az éppen súlyos beteg Lobszang Szamten és a dalai láma elhagyták Lhászát és az indiai határ közelében fekvő Jatungba menekültek. Erről a helyről kellemes élményeket őriz, ahol tavaszra felépült betegségéből, és távol a fővárostól és a közélettől, koruknak megfelelően játszadozhattak testvérével a Csumbi-völgy dombjain.
Később a dalai láma Lobszang Szamtent kamarási feladatokkal látta el, hogy közvetítsen a dalai láma és a kormány egyházi szárnya között, valamint a lhászai kínai parancsnokok között.
1954. július 11-én együtt indult el a dalai lámával pekingi útjára, amelyen a családból többen is részt vettek, több fontos lámával együtt.
1957-ben a rossz egészségi állapotban lévő Lobszang Szamten lemondott politikai tisztségéről és Indiában maradt, amikor a dalai láma visszament Lhászába. A tisztségét Tubten Euden Pala vette át.
1980. és 1985. között, egészen haláláig a tibeti gyógyászati és csillagászati intézet igazgatója volt. 53 évesen halt meg.
Felesége Namgyal Lhamo Taklha, gyermekeik neve Tendzin és Csuki.